# Arméni
Arméni är en ort i Grekland.   Den ligger i prefekturen Nomós Larísis och regionen Thessalien, i den centrala delen av landet, 190 km nordväst om huvudstaden Aten. Arméni ligger 83 meter över havet och antalet invånare är 727.
Terrängen runt Arméni är platt åt nordost, men åt sydväst är den kuperad. Runt Arméni är det glesbefolkat, med 20 invånare per kvadratkilometer. Närmaste större samhälle är Velestíno, 12,5 km söder om Arméni. Trakten runt Arméni består till största delen av jordbruksmark.